# Francisco Pico (hijo)
Francisco Pico (Buenos Aires, 2 de abril de 1805 - ibidem, 17 de agosto de 1875) fue un jurisconsulto y político argentino, que ejerció el cargo de ministro de Relaciones Exteriores de la Confederación Argentina entre 1860 y 1861.

## Biografía
Hijo del coronel Francisco Pico y de Benita Nazarre, perteneció desde su juventud al Partido Unitario. Por su oposición al gobierno de Juan Manuel de Rosas se exilió en Montevideo, donde participó en la lucha contra el gobernador porteño. Fue nombrado embajador del gobierno correntino de Joaquín Madariaga ante Francia y el Reino Unido, pero no llevó adelante negociación alguna. 
Regresó a su ciudad natal poco después de la caída de Rosas. Participó en las negociaciones con el general Justo José de Urquiza de los días posteriores a la Batalla de Caseros. Fue elegido diputado a la Sala de Representantes de la Provincia de Buenos Aires en 1852, de la cual fue vicepresidente. Fue el autor de un proyecto de ley para agradecer a Urquiza por haber librado a Buenos Aires de la tiranía, y también del de delegación de relaciones exteriores en el mismo Urquiza. Acompañó al gobernador Vicente López y Planes a la firma del Acuerdo de San Nicolás. Fue ministro de hacienda de la intervención federal de Urquiza en Buenos Aires, ese mismo año.
La Revolución del 11 de septiembre de 1852 lo dejó del lado de la oposición, que abandonó al poco tiempo, uniéndose al partido de Bartolomé Mitre. Fue diputado a la Convención reformadora de la Constitución Nacional en el año 1860.
Partidario del gobernador Mitre, el presidente Santiago Derqui lo incluyó en su gabinete como Ministro de Relaciones Exteriores. Su nombramiento tuvo lugar como parte del breve acercamiento de Derqui y Mitre, junto con el del ministro de Hacienda, Norberto de la Riestra. Originalmente, el cargo le había sido ofrecido al exvicepresidente Salvador María del Carril, pero este lo había rechazado.
Tras la batalla de Pavón y la unificación definitiva de la Argentina, ejerció como consejero legal del presidente Nicolás Avellaneda y procurador general de la Nación.